# Ichneumon delator
Ichneumon delator är en stekelart som beskrevs av Wesmael 1845. Ichneumon delator ingår i släktet Ichneumon och familjen brokparasitsteklar. Arten är reproducerande i Sverige. Inga underarter finns listade i Catalogue of Life.